# Eriogyna tonkinensis
Eriogyna tonkinensis är en fjärilsart som beskrevs av Eugène Louis Bouvier 1936. Eriogyna tonkinensis ingår i släktet Eriogyna och familjen påfågelsspinnare. Inga underarter finns listade i Catalogue of Life.